# Cindy Chiu
Cindy Chiu (chiń. 邱辛蒂; pinyin Qiū Xīndì; ur. 12 maja 1980 na Tajwanie) – amerykańska aktorka filmowa chińskiego pochodzenia.

## Filmografia
- Coach Carter (2003)
- Prison-A-Go-Go! (2003)
- Dziewczyny z drużyny 3 (2006)
- The Mojave Experiment (2009)